# Claudiu Micovschi
Claudiu Valentin Micovschi (Oradea, 19 maggio 1999) è un calciatore rumeno, attaccante del Rapid Bucarest.

## Carriera

### Club
Nato a Oradea in Romania, ha giocato nelle giovanili del Luceafarul Oradea. Nel gennaio 2015 passa in prestito al Chievo. Tornato in Romania viene acquistato dal Genoa, per essere impiegato tra gli Under-18 e la formazione Primavera.
Nell'estate del 2019 viene girato in prestito all'Avellino, esordisce tra i professionisti alla prima di campionato, nella sconfitta casalinga per 3-6 contro il Catania, segna il primo gol contro il Teramo alla 3ª giornata.
Rientrato dal prestito resta 6 mesi al Genoa senza giocare una partita, prima di venir girato in prestito alla Reggina in Serie B dove conta 7 presenze.
Nell'estate 2021 viene acquistato a titolo definitivo dall'Avellino. Al termine della sconfitta nella partita di play-off contro il Foggia viene aggredito da alcuni tifosi. Il 29 gennaio 2023 passa in prestito alla Fidelis Andria.
Nell'estate 2023 dopo aver rescisso il contratto con gli irpini, firma un contratto con il Rapid Bucarest e dopo un mese passa in prestito all'UTA Arad.
Terminato il prestito nella stagione 2024-2025 gioca con il Rapid Bucarest.

## Statistiche

### Presenze e reti nei club
Statistiche aggiornate 25 luglio 2025.
| Stagione              | Squadra               | Campionato            | Campionato | Campionato | Coppe nazionali | Coppe nazionali | Coppe nazionali | Coppe continentali | Coppe continentali | Coppe continentali | Altre coppe | Altre coppe | Altre coppe | Totale | Totale |
| Stagione              | Squadra               | Comp                  | Pres       | Reti       | Comp            | Pres            | Reti            | Comp               | Pres               | Reti               | Comp        | Pres        | Reti        | Pres   | Reti   |
| --------------------- | --------------------- | --------------------- | ---------- | ---------- | --------------- | --------------- | --------------- | ------------------ | ------------------ | ------------------ | ----------- | ----------- | ----------- | ------ | ------ |
| 2019-2020             | Avellino              | C                     | 30+1       | 4          | CI-C            | 4               | 1               |                    | -                  | -                  |             | -           | -           | 35     | 5      |
| 2020-gen.2021         | Genoa                 | A                     | 0          | 0          | CI              | -               | -               |                    | -                  | -                  |             | -           | -           | 0      | 0      |
| gen.-giu. 2021        | Reggina               | B                     | 7          | 0          | CI              | -               | -               |                    | -                  | -                  |             | -           | -           | 7      | 0      |
| ago. 2021-2022        | Avellino              | C                     | 27         | 1          | CI-C            | 0               | 0               |                    | -                  | -                  |             | -           | -           | 27     | 1      |
| lug. 2022-gen.2023    | Avellino              | C                     | 7          | 0          | CI-C            | 2               | 0               |                    | -                  | -                  |             | -           | -           | 9      | 0      |
| Totale Avellino       | Totale Avellino       | Totale Avellino       | 65         | 5          |                 | 6               | 1               |                    | -                  | -                  |             | -           | -           | 71     | 6      |
| gen.-giu. 2023        | Fidelis Andria        | C                     | 14         | 1          | CI-C            | -               | -               |                    | -                  | -                  |             | -           | -           | 14     | 1      |
| lug-set. 2023         | Rapid Bucarest        | L1                    | 0          | 0          |                 | -               | -               |                    | -                  | -                  |             | -           | -           | 0      | 0      |
| set. 2023-2024        | UTA Arad              | L1                    | 23+8       | 7+2        | CR              | 1               | 0               |                    | -                  | -                  |             | -           | -           | 32     | 9      |
| 2024-2025             | Rapid Bucarest        | L1                    | 26         | 0          | CR              | 3               | 0               |                    | -                  | -                  |             | -           | -           | 29     | 0      |
| 2025-2026             | Rapid Bucarest        | L1                    | 1          | 0          | CR              | -               | -               |                    | -                  | -                  |             | -           | -           | 1      | 0      |
| Totale Rapid Bucarest | Totale Rapid Bucarest | Totale Rapid Bucarest | 27         | 0          |                 | 4               | 0               |                    | -                  | -                  |             | -           | -           | 31     | 0      |
| Totale carriera       | Totale carriera       | Totale carriera       | 144        | 15         |                 | 10              | 1               |                    | -                  | -                  |             | -           | -           | 154    | 16     |